# Sévérac
Sévérac (bretonisch Severeg) ist eine französische Gemeinde mit 1.693 Einwohnern (Stand: 1. Januar 2022) im Département Loire-Atlantique in der Region Pays de la Loire. Sie gehört zum Arrondissement Saint-Nazaire und zum Kanton Pontchâteau. Die Einwohner werden Sévéracais genannt.

## Geographie
Die Gemeinde Sévérac liegt an der Grenze zum Département Morbihan, etwa 31 Kilometer nordnordöstlich von Saint-Nazaire an den Salzwiesen von Fégréac. Am nördlichen Rand der Gemeinde verläuft der Isac und der Canal de Nantes à Brest. Nachbargemeinden von Sévérac sind Fégréac im Nordwesten und Norden, Guenrouet im Osten und Südosten, Saint-Gildas-des-Bois im Süden, Missillac im Südwesten sowie Théhillac im Westen.

## Bevölkerungsentwicklung
| Jahr                       | 1962 | 1968 | 1975 | 1982 | 1990 | 1999 | 2006 | 2016 | 2022 |
| -------------------------- | ---- | ---- | ---- | ---- | ---- | ---- | ---- | ---- | ---- |
| Einwohner                  | 1440 | 1273 | 1238 | 1290 | 1318 | 1192 | 1394 | 1628 | 1693 |
| Quellen: Cassini und INSEE |      |      |      |      |      |      |      |      |      |

## Sehenswürdigkeiten
- Menhire, siehe: Le Fuseau de Berthe
- Kirche Saint-Jean-Baptiste
- Kapelle Saint-Michel im Ortsteil Rocher-de-la-Vache
- Kapelle Notre-Dame im Ortsteil Madoux
- Schloss La Cour

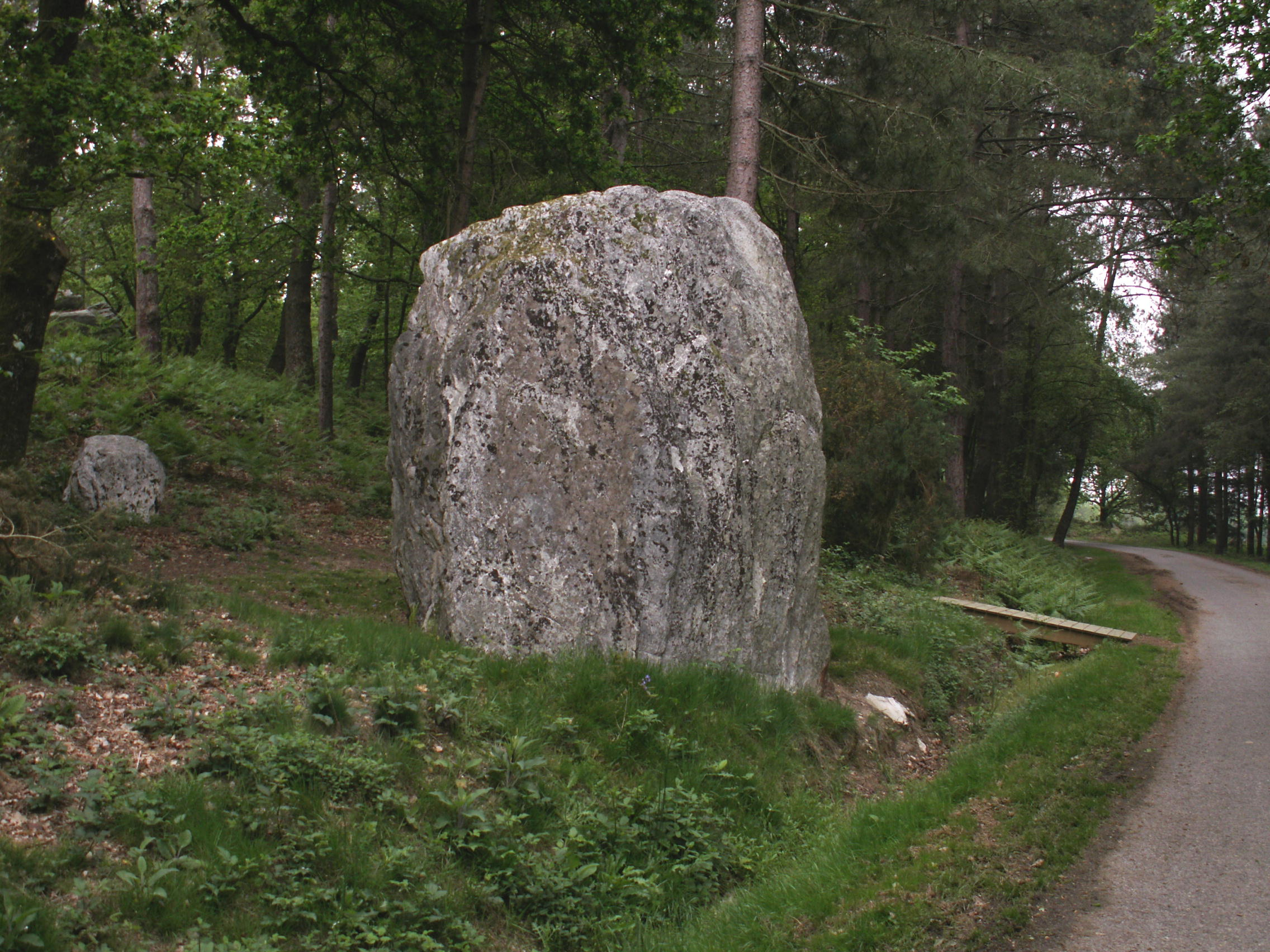
Menhir Le Fuseau de Berthe
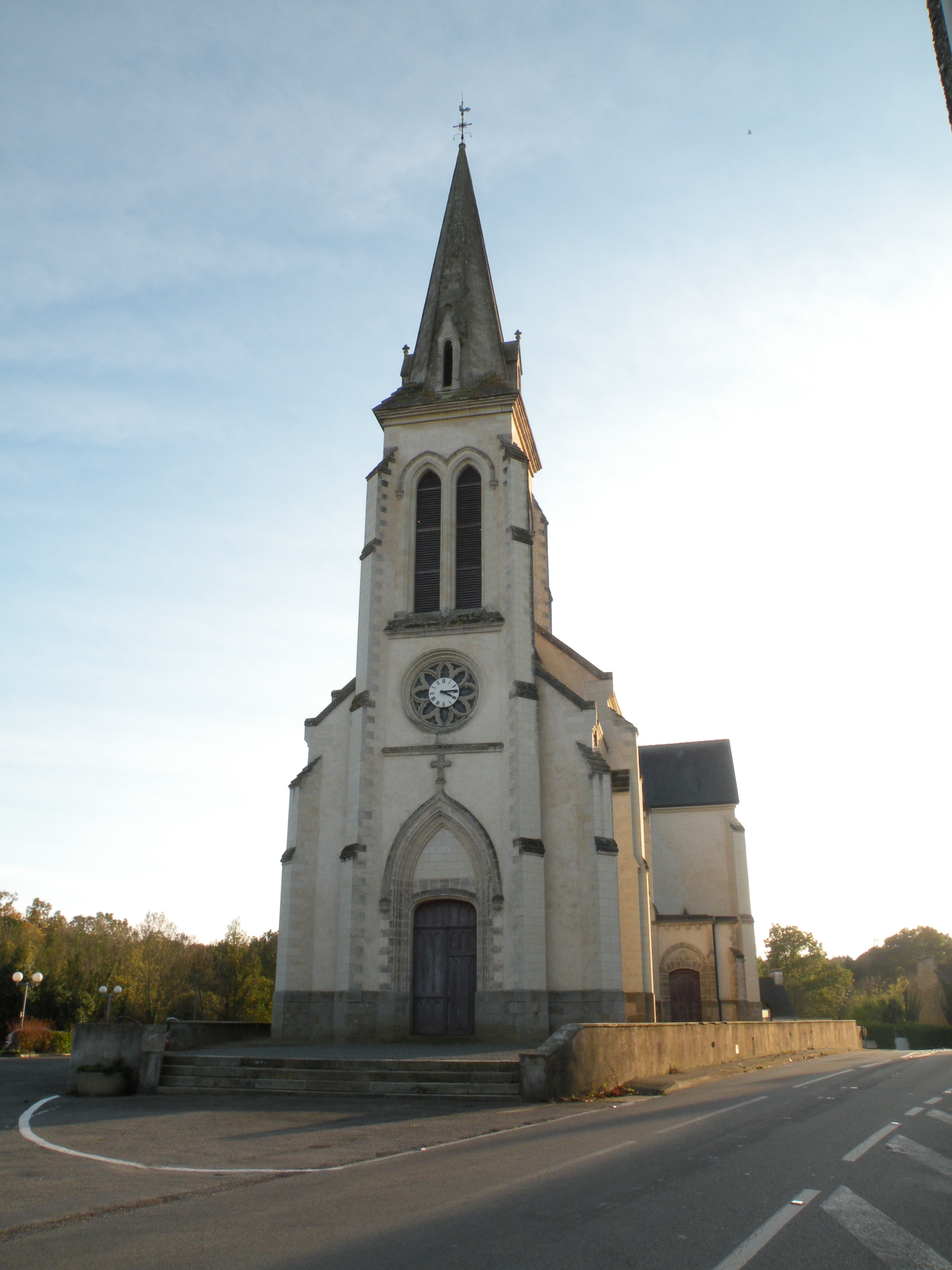
Kirche Saint-Jean-Baptiste
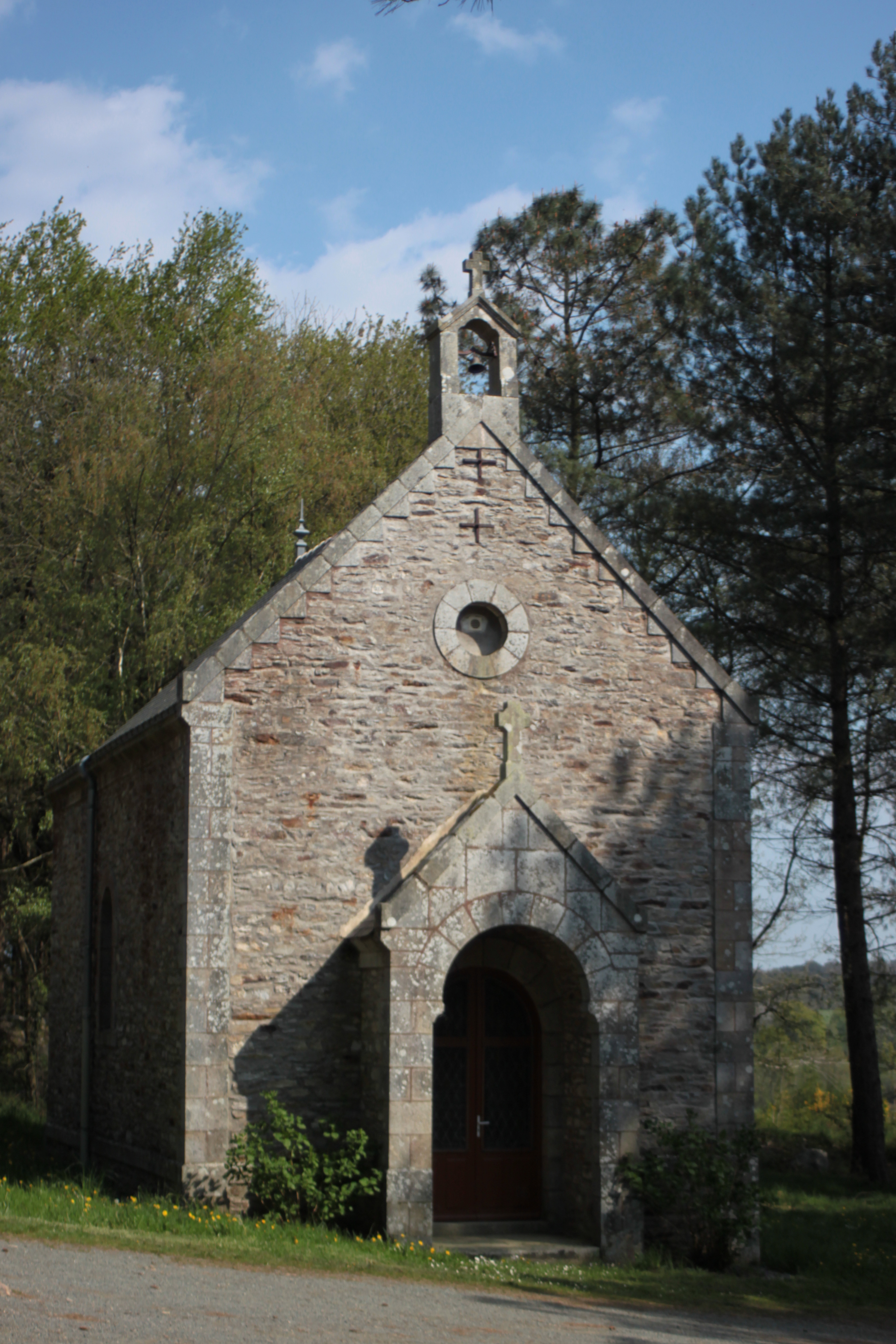
Kapelle Saint-Michel
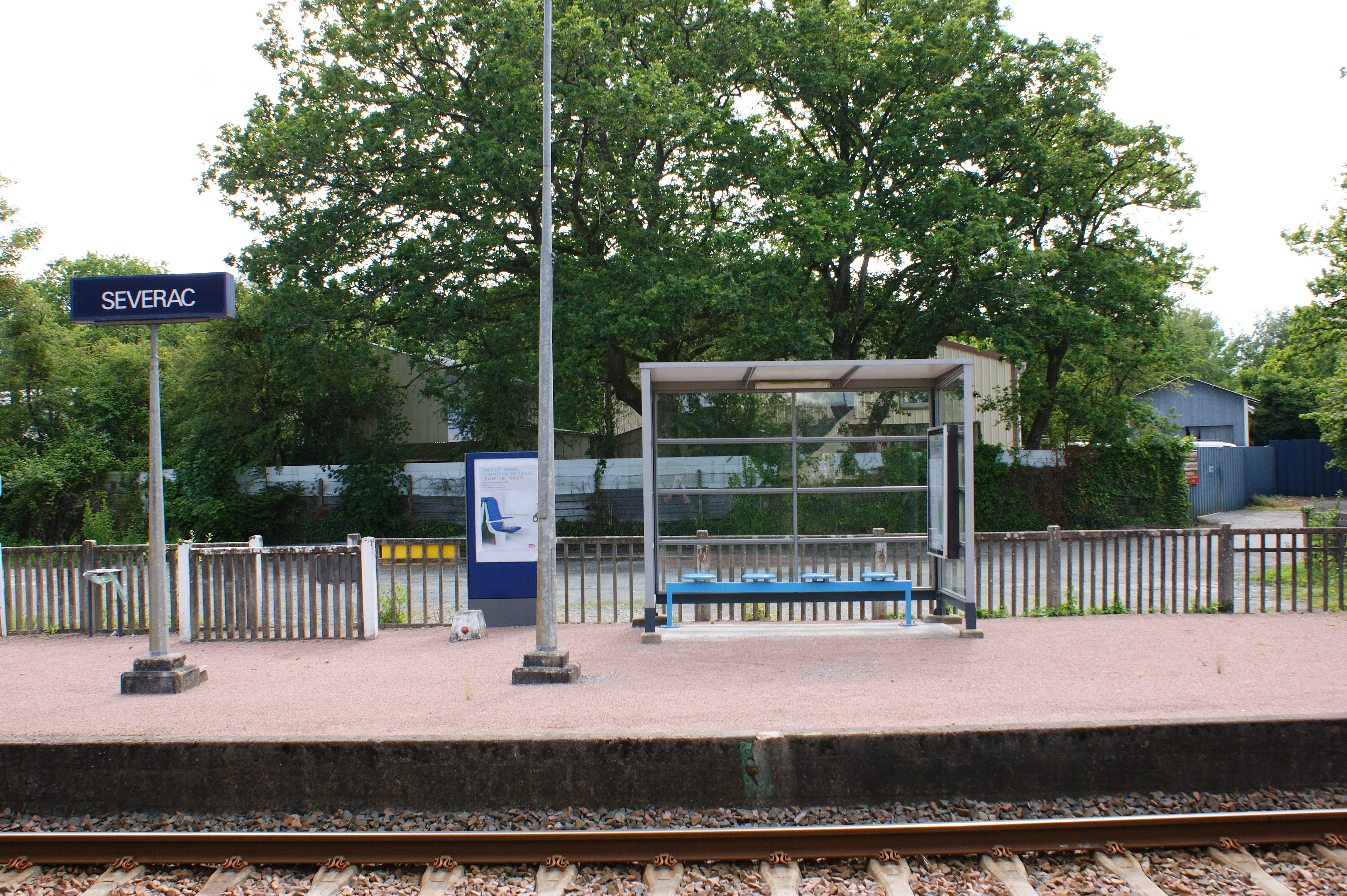
Bahnstation Sévérac
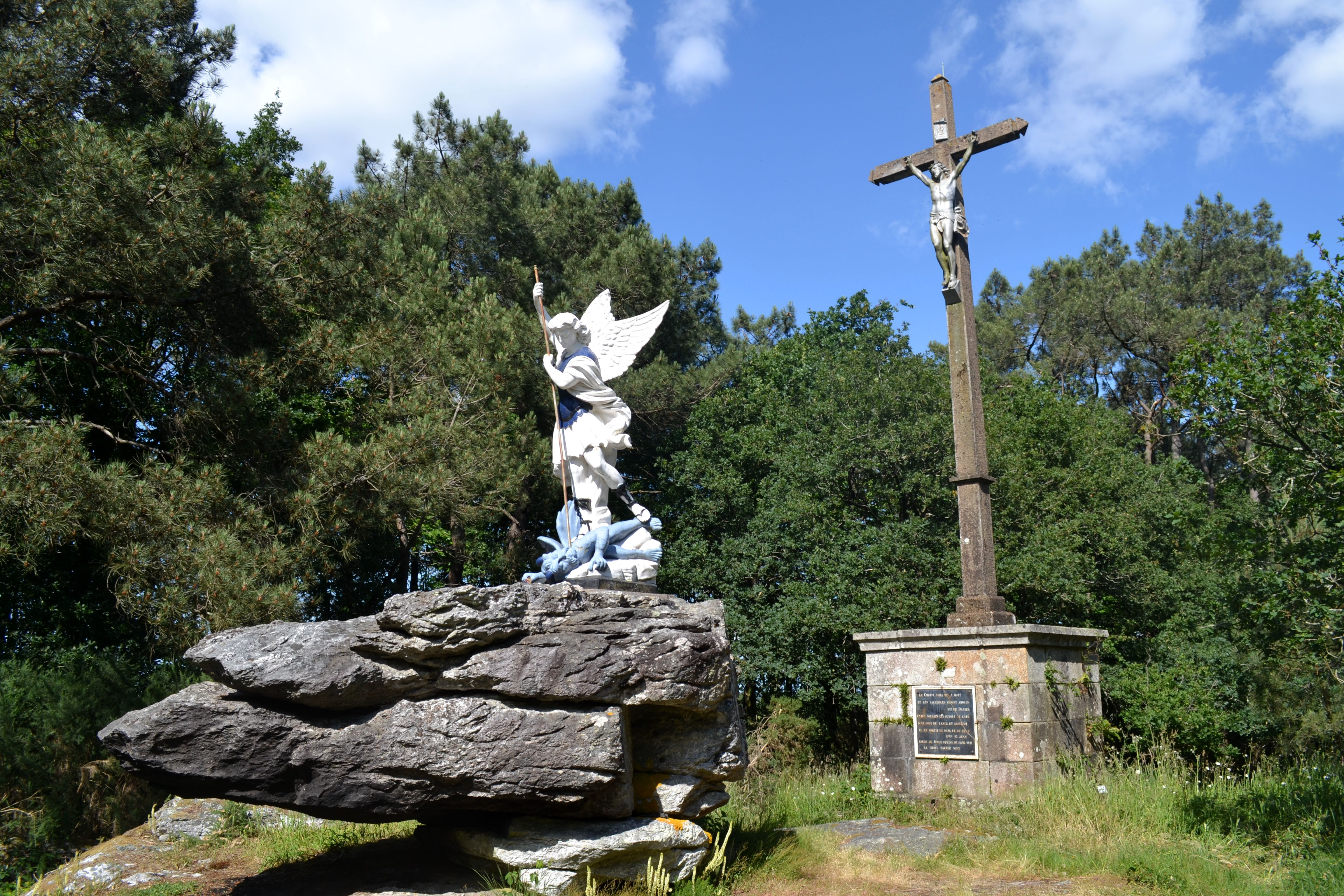
Kruzifix und St. Michael-Statue auf dem Felsen Rocher de la Vache